# 58 Piscium
58 Piscium är en gul ljusstark jätte som ligger i Fiskarnas stjärnbild.
58 Piscium har visuell magnitud +5,50 och är synlig för blotta ögat vid någorlunda god seeing. Stjärnan befinner sig på ett avstånd av ungefär 285 ljusår.